# Sawit Rejo
Sawit Rejo is een bestuurslaag in het regentschap Deli Serdang van de provincie Noord-Sumatra, Indonesië. Sawit Rejo telt 2578 inwoners (volkstelling 2010).